# Base Concordia
La base de investigación Concordia (en francés: base antarctique Concordia; y en italiano: Base antartica Concordia), que fue abierta en 2005, es una instalación de investigación operada conjuntamente por científicos de Francia e Italia, que fue construida en un altozano (domo) llamado domo C en la meseta antártica de la Antártida, a 3233 m sobre el nivel del mar. Tiene una pista de aterrizaje de 1500 m para aviones con esquíes, operativa todo el año.
Se localiza a 1100 km al interior del continente desde la base francesa Dumont d'Urville, a 1100 km hacia el interior desde la base australiana Casey y a 1200 km hacia el interior desde la base italiana Zucchelli en la bahía Terra Nova. La base rusa Vostok se encuentra a 560 km, y el polo sur geográfico a 1670 km. Esta instalación se ubica dentro del territorio reclamado por Australia (Territorio Antártico Australiano).
La base Concordia es la tercera base permanente (operativa todo el año) en la meseta antártica junto a la Vostok (de Rusia) y la Base Amundsen-Scott Polo Sur (de Estados Unidos) en el polo sur geográfico.
En el lugar Italia tiene una estación meteorológica automática denominada Concordia a 3233 m s. n. m., una estación geomagnética, un observatorio sísmico y un observatorio de balance de superficie de masa. Francia tiene un sismómetro, un sistema de muestreo atmosférico y analizador químico; un observatorio meteorológico, hidrológico de componentes de balance de masa en superficie, se nieve soplada y de capa límite; de nieve y de composición isotópica atmosférica de nitrato y sulfato; de ozono estrosférico; de balance de masa antártica superficial; de perfiles verticales troposféricos de vapor de agua y temperatura; y de mediciones vectoriales de campo magnético.
El aeródromo de la base Concordia se encuentra a 770 m de la base.

## Historia

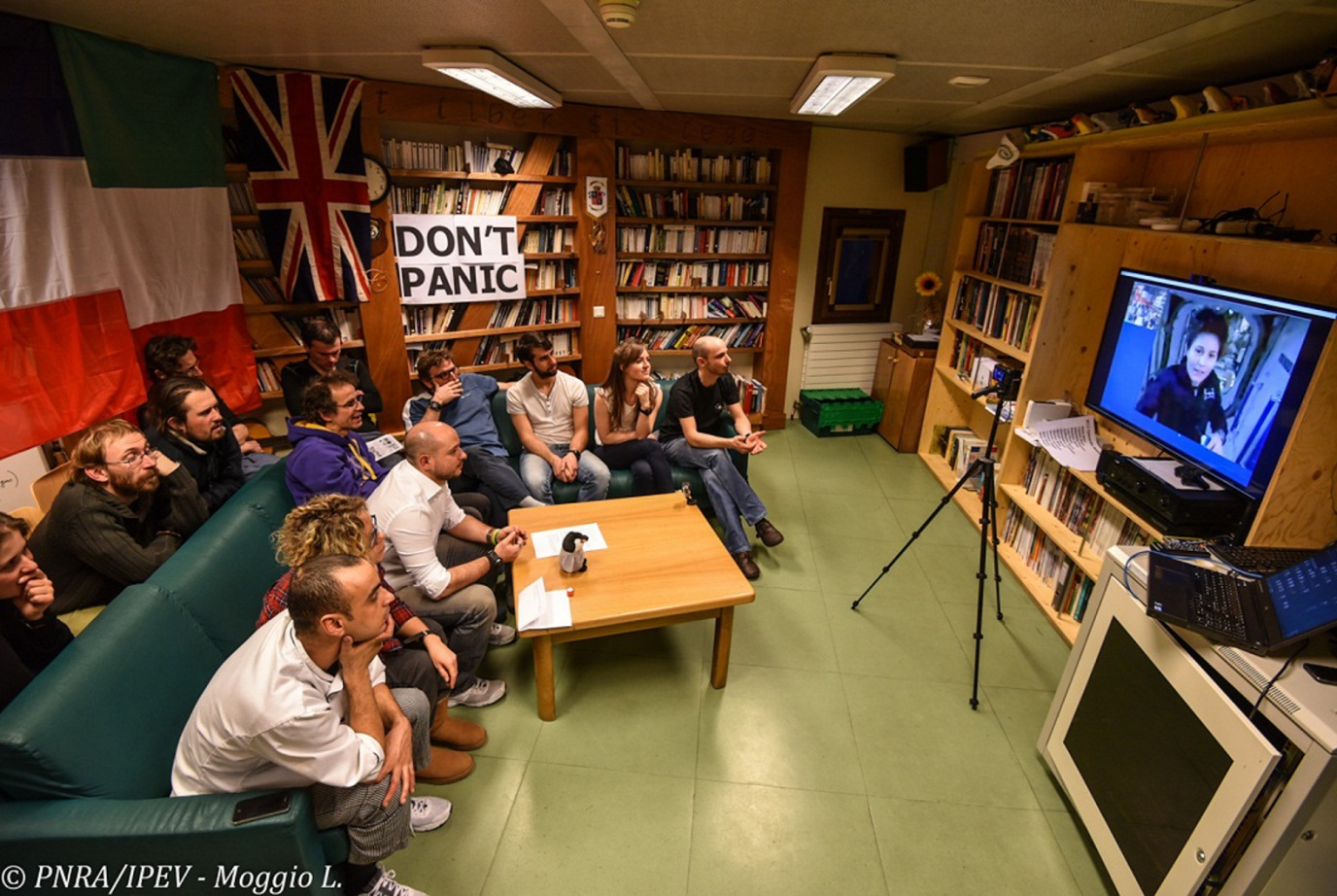
Sala de conferencias de la base.

En 1992 Francia decidió construir una nueva base en la meseta antártica. La construcción de la estación es el resultado de un acuerdo conjunto en 1993, entre la ENEA (Agencia de Nuevas Tecnologías, Energía y Medio Ambiente de Italia) y el Instituto Polar Francés Paul-Émile Victor (IPEV). En 1996 un equipo franco-italiano estableció un refugio en el lugar denominado domo C. La instalación temporal, operativa sólo en la temporada de verano, sirvió para dar apoyo logístico a la misión del European Project for Ice Coring in Antarctica (EPICA), un proyecto de perforación de extracción de muestras de capa de hielo continua a la base rocosa a una profundidad total de 3270.2 m. El análisis isotópico efectuado sobre las muestras de hielo y el aire aprisionado en el interior han permitido reconstruir las variaciones climáticas en la Antártida de los últimos 720 000 años y comparar los datos con dos proyectos similares realizados en el Ártico, en Groenlandia.
El proyecto EPICA finalizó a principios de 2005 y la estación se transformó en una estación científica permanente. La primera misión de invierno (con 13 personas, de las cuales 11 francesas y 2 italianas) comenzó el 13 de febrero de 2005.
La estación Concordia tiene una capacidad nominal máxima de 65 personas; es capaz de alojar a 32 personas en el verano y un máximo de 16 en el invierno, y ocupa un área de aproximadamente 1500 m².
La estación principal (la estación de invierno) consta de dos edificios cilíndricos (17 m de altura, tres pisos, conectados entre sí por una galería en el primer piso) con estructuras metálicas de carga cubiertas con paneles altamente aislantes capaces de soportar el frío rango de temperatura extrema y alta entre el interior y el exterior (hasta 100 °C). Un edificio está dedicado a las denominadas actividades "silenciosas" (laboratorios, oficinas de personal, enfermería, sala de radio, estación meteorológica), y el otro a actividades "ruidosas": sala de reuniones, oficinas, comedor, biblioteca, gimnasio, sala de televisión, almacenes y apoyo logístico.
En un edificio adyacente a la estructura principal, los generadores eléctricos, las calderas y la instalación de eliminación de aguas residuales, que utiliza una planta desarrollada por la Agencia Espacial Europea específicamente para misiones espaciales a largo plazo basadas en un reactor anaeróbico (mientras las aguas grises se tratan con procesos de ultrafiltración, nanofiltración y ósmosis inversa).

## Acceso
La mayor parte de la carga se envía al domo C por superficie desde la base Dumont d'Urville, cubriendo 1200 km entre 7 y 12 días dependiendo de las condiciones climáticas. El personal de la estación y la carga ligera llega por aire desde Dumont d'Urville o desde la base Mario Zucchelli a 1200 km.

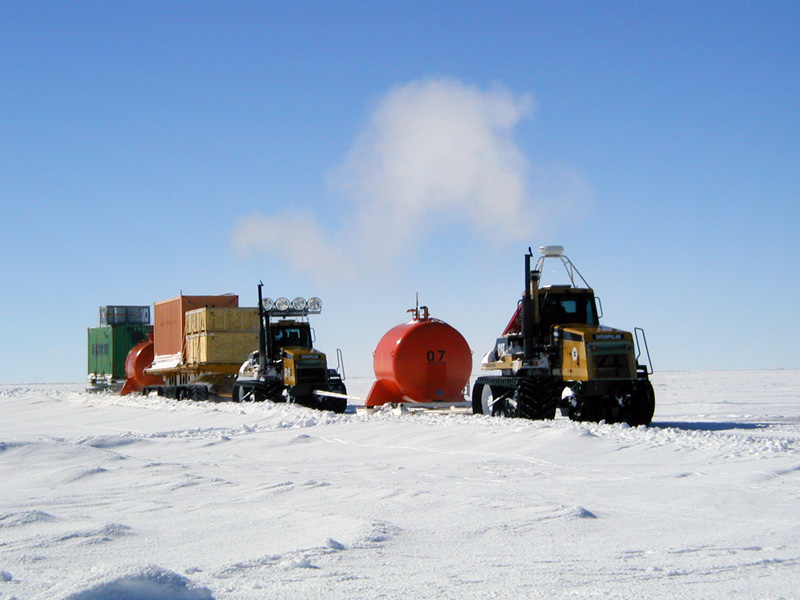
Un convoy de aprovisionamiento proveniente de la base Dumont d'Urville (enero de 2005).

El suministro y la conexión de la base están garantizados por diversos medios de transporte, tanto aéreos como terrestres.
La mayor parte del material (unas 350 toneladas) es transportado por tres convoyes terrestres organizados durante la campaña de verano. Normalmente, un convoy consiste en dos snowcats y 6-8 tractores de orugas. La tripulación está compuesta por 8-10 hombres que duermen dentro de dos remolques diseñados específicamente. A partir de la base de Dumont d'Urville, el viaje dura entre 20 y 25 días entre el viaje de ida y vuelta. Durante el viaje de regreso, los residuos se transportan, así como las herramientas y los materiales que deben regresar a Europa. Por razones de condiciones climáticas particularmente difíciles, la ruta se configura utilizando imágenes satelitales SPOT y se controla a través de GPS.
Durante la campaña de verano 2011-2012 se realizó un enlace de ida y vuelta entre Concordia y la base Vostok de Rusia. El convoy científico partió de Concordia el 20 de diciembre de 2011 y llegó a su destino el 3 de enero de 2012. El tren de regreso partió el 6 de enero de 2012 para llegar a Concordia el 25 de enero de 2012.

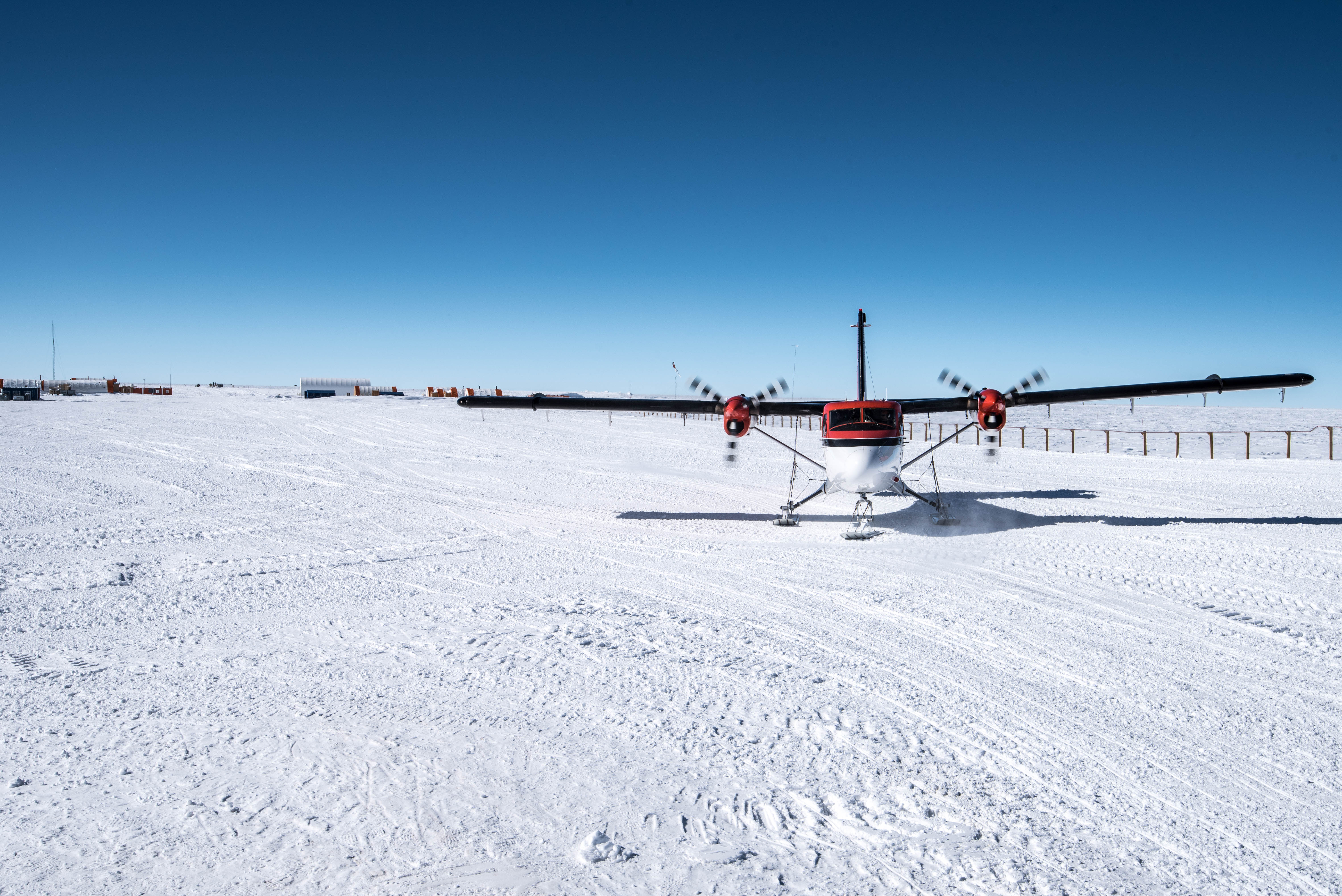
DHC-6 Twin Otter.

### Puente aéreo de los Twin Otter
La conexión aérea se realiza mediante DHC-6 Twin Otter y Basler BT-67. El Twin Otter se utiliza principalmente para el transporte de personal. Alojados en la estación italiana Mario Zucchelli (MZS) durante el período de noviembre a febrero, las Twin Otter realizan su vuelo en la línea Mario Zucchelli-Concordia-Dumont D'Urville. La duración media de un vuelo entre las estaciones es de aproximadamente 4 horas. Los Basler provienen de la base estadounidense de McMurdo y se utilizan tanto para el transporte de personas como para materiales.
Uno o dos aviones soportan las investigaciones científicas transportando material y equipos principalmente hacia la base Concordia. Pueden transportar una tonelada de mercancías o 6 pasajeros con su equipaje polar y su alcance es de menos de 1000 km. Estos aviones pertenecen a la compañía canadiense Kenn Borek Air y en temporada estival austral parten de su base en Calgary (Canadá) con piloto, copiloto y mecánico viajando a la Antártida en un viaje de dos semanas vía Punta Arenas en Chile. En el aeródromo de Punta Rothera cambian sus ruedas por esquíes y luego pasando por el aeródromo Jack F. Paulus en el polo sur alcanzan la base McMurdo antes de llegar a Zucchelli.
En los viajes entre la pista menor del aeródromo de la base Mario Zucchelli y el aeródromo de Concordia (1165 km) los aviones hacen escala en el aeródromo Mid Point, ubicado a 532 km de Zucchelli. En caso de no estar disponibles ninguna de las pistas de hielo marino de Zucchelli, los aviones utilizan el aeródromo Lago Enigma o el aeródromo Paso Browning. Entre Zucchelli y el aeródromo D-10 de la base Robert Guillard (inmediata a Dumont d'Urville) los vuelos son de 1263 km, debiendo hacer escala de reabastecimiento en el campamento Domo Talos a 258 km de Zucchelli. Previamente se utilizó el aeródromo Sitry a 601 km de Zucchelli y a 653 km de S-10, pero debió abandonarse por los sastrugis. Entre S-10 y Concordia (1160 km) la escala se realiza en el aeródromo D-85 a 414 km de S-10.

## Ambiente
Domo C es uno de los lugares más fríos de la Tierra. Las temperaturas difícilmente suben de −25 °C en verano y pueden caer bajo los −80 °C en invierno. La temperatura promedio del aire es −54.5 °C. La humedad es muy baja, con muy escasas precipitaciones a lo largo del año.
Domo C no experimenta los vientos catabáticos típicos de las regiones costeras de la Antártida a causa de su ubicación elevada y su distancia de los bordes de la meseta antártica. La velocidad típica del viento es 2,8 m/s. 
Domo C está situado en la cima de la meseta antártica, el mayor desierto del mundo. Ningún animal o planta vive a una distancia mayor a unas pocas decenas de kilómetros del océano Antártico. No obstante, la skúa ha sido localizada sobrevolando la base, a 1200 km de sus fuentes de alimento más cercanas. Se cree que estas aves han aprendido a atravesar el continente en vez de circunnavegarlo.
| Parámetros climáticos promedio de Base Concordia | Parámetros climáticos promedio de Base Concordia | Parámetros climáticos promedio de Base Concordia | Parámetros climáticos promedio de Base Concordia | Parámetros climáticos promedio de Base Concordia | Parámetros climáticos promedio de Base Concordia | Parámetros climáticos promedio de Base Concordia | Parámetros climáticos promedio de Base Concordia | Parámetros climáticos promedio de Base Concordia | Parámetros climáticos promedio de Base Concordia | Parámetros climáticos promedio de Base Concordia | Parámetros climáticos promedio de Base Concordia | Parámetros climáticos promedio de Base Concordia | Parámetros climáticos promedio de Base Concordia |
| Mes                                              | Ene.                                             | Feb.                                             | Mar.                                             | Abr.                                             | May.                                             | Jun.                                             | Jul.                                             | Ago.                                             | Sep.                                             | Oct.                                             | Nov.                                             | Dic.                                             | Anual                                            |
| ------------------------------------------------ | ------------------------------------------------ | ------------------------------------------------ | ------------------------------------------------ | ------------------------------------------------ | ------------------------------------------------ | ------------------------------------------------ | ------------------------------------------------ | ------------------------------------------------ | ------------------------------------------------ | ------------------------------------------------ | ------------------------------------------------ | ------------------------------------------------ | ------------------------------------------------ |
| Temp. máx. abs. (°C)                             | 4.9                                              | 3.8                                              | 5                                                | 2                                                | -2                                               | -12                                              | -16                                              | -18                                              | -14                                              | -10                                              | -7                                               | -2                                               | 5                                                |
| Temp. máx. media (°C)                            | -16                                              | -13                                              | -19                                              | -26                                              | -35                                              | -39                                              | -40                                              | -31                                              | -21                                              | -11                                              | -9                                               | -6                                               | -35                                              |
| Temp. media (°C)                                 | -34                                              | -32                                              | -33                                              | -38                                              | -48                                              | -56                                              | -64                                              | -53                                              | -51                                              | -44                                              | -39                                              | -34                                              | -53                                              |
| Temp. mín. media (°C)                            | -42                                              | -56                                              | -54                                              | -60                                              | -65                                              | -70                                              | -75                                              | -70                                              | -60                                              | -54                                              | -42                                              | -36                                              | -70                                              |
| Temp. mín. abs. (°C)                             | -82                                              | -84                                              | -88                                              | -92                                              | -97                                              | -98                                              | -94                                              | -93                                              | -92                                              | -90                                              | -89                                              | -89.8                                            | -98                                              |
| Precipitación total (mm)                         | 1.5                                              | 2.1                                              | 1.1                                              | 2.2                                              | 3.5                                              | 4.6                                              | 13.3                                             | 15.5                                             | 9.6                                              | 4.5                                              | 3.2                                              | 1.1                                              | 99                                               |
| Lluvias (mm)                                     | 3.1                                              | 4.5                                              | 7.6                                              | 8.6                                              | 11.1                                             | 15.5                                             | 17.5                                             | 13.3                                             | 11.1                                             | 6.6                                              | 4.4                                              | 2.2                                              | 89                                               |
| [cita requerida]                                 |                                                  |                                                  |                                                  |                                                  |                                                  |                                                  |                                                  |                                                  |                                                  |                                                  |                                                  |                                                  |                                                  |

## Astronomía

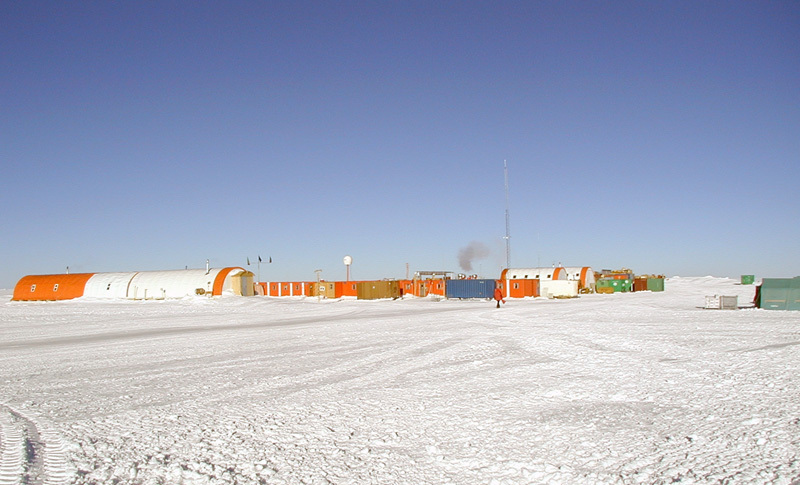
Base Concordia (verano de 2005).

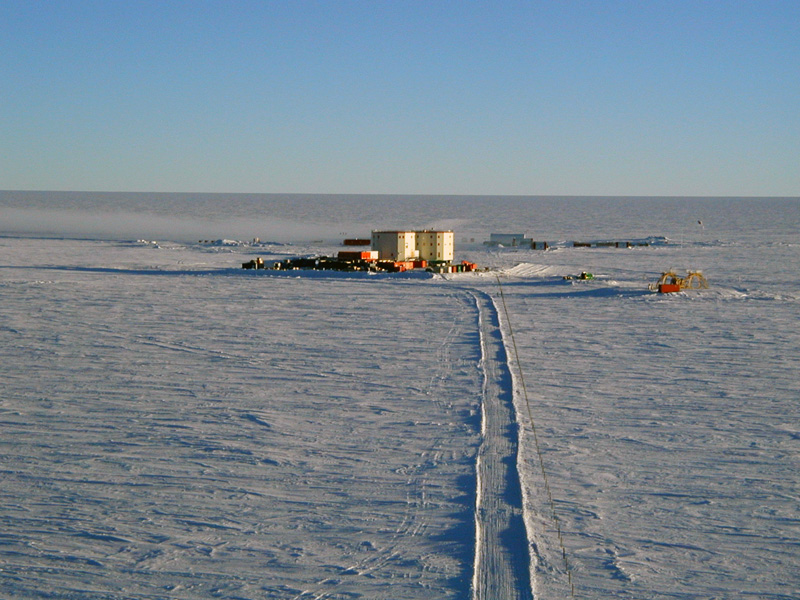
Base Concordia (2005).

La base Concordia ha sido identificada como un lugar apropiado para observaciones astronómicas extremadamente precisas. La transparencia de la atmósfera antártica permite la observación de estrellas incluso cuando el sol se encuentra a un ángulo de elevación de 38°. Otras ventajas incluyen la muy baja emisión infrarroja del cielo, el alto porcentaje de tiempo despejado y el bajo contenido de partículas y polvo en la atmósfera.